# Tokaj–rakamazi közúti Tisza-híd
A tokaj–rakamazi közúti Tisza-híd a Tisza fölött átívelő egyik legrégebbi híd. A 38-as főút része, Tokaj belvárosát köti össze Rakamaz üdülőterületével, közvetlenül Borsod-Abaúj-Zemplén vármegye és Szabolcs-Szatmár-Bereg vármegye határán. A híd 2×1 sávos, mindkét oldalán járdával.

## Története
Helyén először a 16. században épült híd, de azt 1565-ös harcok alatt elpusztították. A következő hidat Mária Terézia építtette, de az az 1848–49-es forradalom és szabadságharc alatt megrongálódott. 1896-tól már egy vashíd  állt ugyanitt „Erzsébet királyné híd” néven. A mai hidat 1959-ben adták át.